# John Aloisi
John Aloisi (* 5. Februar 1976 in Adelaide) ist ein ehemaliger australischer Fußballspieler mit italienischen Wurzeln. Seit 2021 ist er Trainer des australischen Erstligisten Western United.

## Karriere
Aloisi begann seine Karriere 1991 bei Adelaide United in Australien. Als 15-Jähriger gab er sein Debüt in der australischen Liga. Ein Jahr später zog er nach Belgien und spielte ein halbes Jahr lang bei Standard Lüttich. Der Stürmer wechselte im Sommer 1993 zum Ligakonkurrenten Royal Antwerpen. Im Winter 1995 verließ Aloisi Antwerpen nach 35 Einsätzen in Richtung Italien zu US Cremonese. Nach 18 Monaten bei den Lombarden zog es ihn auf die Insel zum FC Portsmouth. Für Portsmouth erzielte er in eineinhalb Jahren 28 Tore.
In der Winterpause der Saison 1999/98 wechselte Aloisi zu Coventry City. Dort konnte er sich aber aufgrund von Verletzungen und Länderspielnominierungen nicht richtig durchsetzen und so verließ er erneut nach 18 Monaten und wechselte nach Spanien zu CA Osasuna. Mit Osasuna erreichte er 2005 das Finale der Copa del Rey, was seinen größten Erfolg auf Vereinsebene darstellt. Im Sommer 2005 wechselte er zu Deportivo Alavés, wo er einen Zweijahresvertrag unterschrieb. 2007 kehrte Aloisi nach Australien zurück und spielte bis zu seinem Karriereende für die Central Coast Mariners, den Sydney FC und Melbourne Heart.
2012 wurde Aloisi als neuer Trainer von Melbourne Heart vorgestellt. Ende 2013 wurde er entlassen, als seine Mannschaft nach zwölf Spielen mit vier Punkten abgeschlagen den letzten Tabellenplatz der A-League belegte. 2015 bis 2018 übernahm Aloisi den Klub Brisbane Roar als Trainer. Zur Saison 2021/22 übernahm er den Trainerposten bei Western United.

## Nationalmannschaft
Für die australische Nationalmannschaft bestritt Aloisi 55 Länderspiele (27 Tore). Sein Debüt in der Nationalmannschaft gab er 1997 gegen Mazedonien. Aloisi nahm mit Australien an drei Konföderationen-Pokalturnieren (1997, 2001, 2005) teil, 1997 erreichte er dabei das Finale. Zudem gehörte er bei der Weltmeisterschaft 2006 und der Asienmeisterschaft 2007 zum australischen Kader.